# Boros István (teológus)
Boros István (Kalocsa, 1954. szeptember 23. –) teológus, vallásfilozófus, könyvtáros, az ókori gnoszticizmus és az ókeresztény művészettörténet kutatója, az Apor Vilmos Katolikus Főiskola Hitéleti, Hittudományi és Filozófiai Intézetének docense.

## Tanulmányai és munkássága
1983-ban szerzett a Pázmány Péter Katolikus Egyetemen teológusi, 1986-ban pedig az ELTE-n könyvtártudományi diplomát.
1986-tól egészen 1999-ig a Kalocsai Főszékesegyházi Könyvtár vezetője. 1988-tól 1993-ig az Egyházfórum teológiai folyóirat nemzetközi szerkesztőbizottságának a tagja. Az „Egyházfórum könyvei” sorozat szerkesztője. 1991-ben "Soros" ösztöndíjas, témája Karl Rahner teológiája. 1993-tól a Szegedi Hittudományi Főiskolán (ma már Gál Ferenc Egyetem) az ókeresztény irodalom- és dogmatörténet tanszékvezető tanára. 1999-től a "Patrisztikus füzetek" sorozat elindítója és szerkesztője.
Megalakulásától tagja a Magyar Filozófiai Társaságnak. Továbbá a Magyar Ókortudományi Társaság és a Magyar Patrisztikus Társaság tagja.
Számos teológiai-filozófiai szakkönyv társszerzője, fordítója vagy lektora.

## Publikációi
Önálló publikációi:
- A Kalocsai Főszékesegyházi Könyvtár, Balassi Kiadó, Budapest, 1994
- Szentháromság - Szöveggyűjtemény és kommentár a Szentháromság ókeresztény dogmatörténetéhez (Jegyzet), Szeged, 1998
- A Váci Egyházmegyei Könyvtár ősnyomtatványai. BEcVac InCat; Váci Egyházmegye, Vác, 2010

Társszerzőként:
- Az erény, Pro Philosophia Szegediensi Alapítvány-Librarius Kkt., Szeged-Kecskemét, 2003
- A bűn, Pro Philosophia Szegediensi Alapítvány-Librarius Kkt., Szeged-Kecskemét, 2004
- Világi közösség/Vallási közösség - Szegedi Nemzetközi Biblikus Konferencia - Szeged 2003. augusztus 31-szeptember 3., JATEPress, Szeged, 2004
- A barátság, Pro Philosophia Szegediensi Alapítvány-Librarius Kkt., Szeged-Kecskemét, 2005
- Vallási személyiségek és hatásuk a társadalomra - Szegedi Biblikus konferencia Szeged, 2002. augusztus 25-28., JATEPress, Szeged, 2005
- A lelkiismeret, Pro Philosophia Szegediensi Alapítvány-Librarius Kkt., Szeged-Kecskemét, 2006

Szerkesztő:
- Páli töredékek/Satipatthána Sutta, Kalocsai Főszékesegyházi Könyvtár, Kalocsa, 1997
- Szathmáry Tibor: Térképkincsek Kalocsán - A Főszékesegyházi Könyvtár atlaszai, térképei, városképei, Kalocsai Főszékesegyházi Könyvtár, Kalocsa, 1998
- A filozófus megtérése - Alexandriai Szent (Cirill) Kyrillos párbeszéde a pogány filozófusokkal, Agapé Kft, Szeged, 2000
- Jeromos Bibliakommentár I-III., Szent Jeromos Katolikus Bibliatársulat, Budapest, 2003
- A jóság íze. Nemeshegyi Péter 85. születésnapjára; szerk. Boros István; Apor Vilmos Katolikus Főiskola, Vác, 2008

Fordító:
- Antonio Sicari, Elio Guerriero: A Biblia és története I-VII., Agapé Kft, Újvidék, 1985
- Wolfhart Pannenberg: Mi az ember? - Korunk antropológiája a teológia fényében, Egyházfórum Kiadó, Budapest, 1991
- Joseph Ratzinger: Isten és a világ - Hit és élet korunkban, Szent István Társulat, Budapest, 2004

Letölthető publikációi:
- Filozófiai antropológia
- Bevezetés a patrológiába I.

## Külső hivatkozások
- Önéletrajza és részletes publikációs jegyzéke az AVKF oldalán